# Chollerton
 (février 2024).
Chollerton est une paroisse civile et un village du Northumberland, en Angleterre. La population de la paroisse civile au recensement de 2011 était de 818 habitants.